# Saint-Amant-de-Nouère
Saint-Amant-de-Nouère és un municipi francès situat al departament del Charente i a la regió de la Nova Aquitània. L'any 2007 tenia 383 habitants.

## Demografia

### Població
El 2007 la població de fet de Saint-Amant-de-Nouère era de 383 persones. Hi havia 150 famílies de les quals 28 eren unipersonals (8 homes vivint sols i 20 dones vivint soles), 65 parelles sense fills i 57 parelles amb fills.
La població ha evolucionat segons el següent gràfic:
Habitants censats

### Habitatges
El 2007 hi havia 175 habitatges, 160 eren l'habitatge principal de la família, 10 eren segones residències i 5 estaven desocupats. 170 eren cases i 4 eren apartaments. Dels 160 habitatges principals, 134 estaven ocupats pels seus propietaris, 18 estaven llogats i ocupats pels llogaters i 7 estaven cedits a títol gratuït; 1 tenia una cambra, 4 en tenien dues, 18 en tenien tres, 47 en tenien quatre i 89 en tenien cinc o més. 112 habitatges disposaven pel capbaix d'una plaça de pàrquing. A 70 habitatges hi havia un automòbil i a 78 n'hi havia dos o més.

### Piràmide de població
La piràmide de població per edats i sexe el 2009 era:
| Homes | Edats   | Dones |
| ----- | ------- | ----- |
| 0     | 95 o +  | 4     |
| 0     | 90 a 94 | 4     |
| 0     | 85 a 89 | 0     |
| 0     | 80 a 84 | 0     |
| 0     | 75 a 79 | 12    |
| 16    | 70 a 74 | 4     |
| 8     | 65 a 69 | 16    |
| 20    | 60 a 64 | 8     |
| 8     | 55 a 59 | 12    |
| 16    | 50 a 54 | 32    |
| 16    | 45 a 49 | 4     |
| 32    | 40 a 44 | 28    |
| 0     | 35 a 39 | 12    |
| 12    | 30 a 34 | 8     |
| 8     | 25 a 29 | 12    |
| 16    | 20 a 24 | 16    |
| 8     | 15 a 19 | 20    |
| 20    | 10 a 14 | 4     |
| 4     | 5 a 9   | 8     |
| 4     | 0 a 4   | 8     |

## Economia
El 2007 la població en edat de treballar era de 235 persones, 175 eren actives i 60 eren inactives. De les 175 persones actives 152 estaven ocupades (91 homes i 61 dones) i 22 estaven aturades (8 homes i 14 dones). De les 60 persones inactives 23 estaven jubilades, 14 estaven estudiant i 23 estaven classificades com a «altres inactius».

### Ingressos
El 2009 a Saint-Amant-de-Nouère hi havia 164 unitats fiscals que integraven 405,5 persones, la mediana anual d'ingressos fiscals per persona era de 17.116 €.

### Activitats econòmiques
Dels 11 establiments que hi havia el 2007, 3 eren d'empreses de construcció, 4 d'empreses de comerç i reparació d'automòbils, 2 d'empreses de transport i 2 d'empreses de serveis.
L'únic servei als particulars que hi havia el 2009 era un electricista.
L'any 2000 a Saint-Amant-de-Nouère hi havia 25 explotacions agrícoles que ocupaven un total de 912 hectàrees.

## Poblacions més properes
El següent diagrama mostra les poblacions més properes.